# Mozartius testaceus
Mozartius testaceus is een keversoort uit de familie bladsprietkevers (Scarabaeidae). De wetenschappelijke naam van de soort is voor het eerst geldig gepubliceerd in 1951 door Nomura & Nakane.